# Рудницкий, Иван Витальевич
Ива́н Вита́льевич Рудни́цкий (укр. Іван Віталійович Рудницький, 5 июля 1991 года, Тернополь) — украинский футболист, полузащитник

## Биография
Начал заниматься футболом в тернопольской ДЮСШ, первый тренер — Михаил Федоркив. Позже, вместе с семьёй переехал в Луганск, где тренировался в местной СДОШОР «Заря», под руководством Валерия Андруха, а позднее — Анатолия Шакуна. В семнадцатилетнем возрасте был приглашён тренером Владимиром Микитиным в дубль луганской «Зари». Выступал за дублирующий состав на протяжении двух лет, однако не видя возможности пробиться в основу, в 2009 году принял решение покинуть команду. Некоторое время поддерживал форму в любительских клубах в чемпионате Луганской области, а в 2011 году, по приглашению Анатолия Бузника перешёл в кировоградскую «Звезду», выступавшую в первой лиге чемпионата Украины. В составе кировоградцев за 5 сезонов провёл более 100 матчей, со временем стал одним из ключевых игроков и лидеров команды.
Покинул «Звезду» в 2015 году. Некоторое время выступал за любительский «ЛГУ» из Луганска, а затем подписал контракт с тернопольской «Нивой», однако в составе команды на поле так ни разу и не появился. В 2016 году отправился за границу, став игроком гродненского «Немана», выступавшего в высшей лиге. Тем не менее в составе команды не закрепился и уже в следующем году покинул белорусский клуб. В 2017 году перешёл в грузинскую «Шукуру», однако там тоже не отыгрывал основных ролей и уже летом того же года вернулся на родину, подписав контракт с перволиговскими «Сумами». Провёл за команду всего 2 матча в чемпионате, и уже осенью отправился в Армению, став игроком местного «Эребуни», где, однако, также выступал неудачно.
Летом 2018 вернулся в «Звезду», которую после вылета из Премьер-лиги покинули практически все основные исполнители, и новому тренеру клуба, Андрею Горбаню, пришлось создавать команду практически «с нуля». В дебютном, после возвращения, матче вывел команду на поле с капитанской повязкой. Покинул команду, после её расформирования в январе 2019 года.
С 2019 года выступал в за различные команды в чемпионате ЛНР. Зимой 2020 года в составе команды «Восток-Уголь» принял участие в турнире «Лига братских народов» в Сухуми, за что был обвинён УАФ в нарушении «Кодекса этики и честной игры» и нанесении ущерба престижу украинского футбола, а также был внесён в базу сайта «Миротворец». В дальнейшем игрок был пожизненно отстранён УАФ от любой деятельности, связанной с футболом. В 2023 году возглавлял луганское «Динамо» в Кубке Содружества.

### Сборная
В 2008 году, будучи игроком любительской «Зари-2» вызывался Анатолием Бузником в юношескую сборную Украины (до 19 лет). Провёл за команду 1 игру, отыграв один тайм против одногодок из Швейцарии и будучи заменённым после перерыва Сергеем Сидорчуком.

## Семья
Родился в семье футболиста Виталия Рудницкого, который был одним из лидеров тернопольской «Нивы» 80-х — 90-х годов. Именно карьера отца оказала ключевое влияние, на выбор будущей профессии Ивана.